# Rubinpigment
A rubinpigment (E180) (más néven Litol Rubin BK, Lithol Rubine BK, Pigment Rubine, Carmine 6B, Brilliant Carmine 6B, Permanent Rubin L6B, Litholrubine, Latolrubine, C.I. Pigment Red 57, C.I. Pigment Red 57:1, D&C Red No. 7, vagy C.I. 15850:1) egy piros színű, por formájában kapható szintetikus színezőanyag. Dimetilformamidban jól, meleg vízben kevéssé oldékony, hideg vízben egyáltalán nem, és etanolban sem oldódik.
Műanyagokban, festékekben, tintákban található; a három és négy színt használó nyomtatási eljárásokban a magenta szín tartalmazza.
Élelmiszerekben egyes sajtok színezésére, vagy kozmetikumok terén egyes rúzsokban, szájkontúrokban alkalmazzák. Az USA-ban és az Európai Unióban nem engedélyezett.

## Külső hivatkozások
1. ↑  Színezek